# Villains (Queens of the Stone Age)
Villains è il settimo album in studio del gruppo musicale statunitense Queens of the Stone Age, pubblicato il 25 agosto 2017.

## Descrizione
Il disco è stato annunciato dai due singoli "The Way You Used To Do" e "The Evil Has Landed", usciti rispettivamente il 15 giugno e il 10 agosto 2017. Homme ha dichiarato a proposito del titolo dell'album: «Il titolo Villains non è una dichiarazione politica. Non ha niente a che vedere con Trump o nessuna di quelle storie sulla politica. È semplicemente 1) una parola fantastica e 2) un commento sulle tre versioni di ogni scenario: il tuo, il mio e quello che è successo davvero.» L'ultima traccia del disco "Villains of Circumstance" è stata già scritta precedentemente e cantata in un'esibizione live del 2014. L'album è stato posizionato all'8 posto dei 10 migliori album del 2017 dalla rivista americana Rolling Stone.

## Tracce
1. Feet Don't Fail Me – 5:41
2. The Way You Used to Do – 4:34
3. Domesticated Animals – 5:20
4. Fortress – 5:27
5. Head Like a Haunted House – 3:21
6. Un-Reborn Again – 6:40
7. Hideaway – 4:18
8. The Evil Has Landed – 6:30
9. Villains of Circumstance – 6:09

## Formazione
- Josh Homme – voce, chitarra
- Troy Van Leeuwen – chitarra, tastiera
- Michael Shuman – basso
- Dean Fertita – tastiere, chitarra
- Jon Theodore – batteria[5]